# Csungking expressz
A Csungking expressz (Chungking Express/Chung hing sam lam/重慶森林) 1994-ben bemutatott hongkongi romantikus filmdráma Wong Kar-wai rendezésében.

## Tartalom
Hongkong, 1994
A film két különálló történetből áll. Az elsőben egy rendőrnyomozó és egy alvilági nő különös találkozását kísérhetjük nyomon. Sötét színek, baljós zene, kapkodó képek kísérik végig az eseményeket. A nyomozót elhagyta a barátnője, és már majdnem egy hónap eltelt, de ő még reménykedik a folytatásban. Mivel a barátnője szerette az ananászt, ezért a rendőr minden nap vásárol egy ananászkonzervet. Amikor a hónap elteltével, május 1-én világossá válik számára, hogy a barátnője nem jön vissza, egyetlen este megeszi mind a 30 konzervet, majd egy bárba megy iszogatni, ahol „elhatározza”, hogy beleszeret az első nőbe, aki bejön a bárba és az éppen egy szőke alvilági nő. A fiú próbál ismerkedni a nővel, de az nem akar beszélgetni vele. Később a nő elalszik, a nyomozó elviszi a szállodai szobájába, ahol lefekteti az ágyra, ő maga pedig enni kezd és közben régi kínai filmeket néz a tévében. Hajnalban elmegy a szobából, a nőt nem ébreszti fel. A nő végig ballonkabátban és napszemüvegben van.
Ezzel ellentétes a második történet, ahol szintén egy rendőr férfi az egyik szereplő, a másik egy gyorsétkezde újdonsült kiszolgálója, Faye, akinek rövidre vágott haja van. A lány elmondja, hogy pénzt gyűjt a keresetéből, mert szeretne Kaliforniába eljutni, hogy ott szétnézzen egy kicsit. A történet során sokszor elhangzik a The Mamas & the Papas California dreaming című száma. A hangulat a második történetben vidám, sok humorban és romantikában bővelkedik. A két történet közös pontja a gyorsétkezde, illetve annak tulajdonosa.
A rendőrt elhagyja a légikísérő barátnője, majd egy levelet hagy neki az étkezdében, azonban a rendőr jó ideig nem akarja átvenni a levelet, mintha nem érdekelné a dolog. Ez alatt először az étkezde tulajdonosa olvassa el a levelet (gőz fölött nyitja ki, hogy ne legyen nyoma), majd az étkezde összes dolgozója elolvassa a férfi rövid úton való kirúgását. A lány a férfi lakáskulcsát is mellékeli a levélhez. Ezt magához véve Faye szinte naponta titokban elmegy a férfi lakásába, amikor az nincs otthon, és „élni” kezd benne, mintha ott lakna (pl. kimossa a szennyest, megöntözi a virágokat, stb). Néhány tárgyat is kicserél, de a férfi ezeket a változásokat nem veszi észre. A férfi egyszer rajtakapja a lakásban, de sikerül kimenekülnie. Egy másik alkalommal a lány azt mondja, begörcsölt a lába, amit a férfi a lakásban megmasszíroz, majd mindketten elalszanak a kanapén. Később a nő jó időre eltűnik, és amikor visszatér Kaliforniából, egyből a büféhez megy, ahol már a volt rendőr a tulajdonos (az eredeti tulajdonos karaoke-bárt nyitott). A lány a távozásakor hagyott egy üzenetet, de azt a rendőr kidobta a kukába, az eső eláztatta, ezért nem tudta elolvasni, hogy hol várja őt. A férfi kéri, hogy írja le neki megint a helyet, ahova mennie kell, azonban a nő azt kérdezi tőle, hova szeretne menni.

## Szereplők
- Brigitte Lin – Szőke parókás nő, az 1. történet női főszereplője
- Kanesiro Takesi – He Qiwu, a 223-as rendőrnyomozó, az 1. történet férfi főszereplője
- Tony Leung Chiu-wai – 633-as számú rendőr, a 2. történet férfi főszereplője
- Faye Wong – Faye, a gyorsétkezde új dolgozója, állítása szerint a tulaj a nagybácsija, a 2. történet női főszereplője
- Valerie Chow – légikísérő lány, a 633-as volt barátnője (2. történet)
- Thom Baker – drogdíler, a szőke nő lelövi (1. történet)
- Chen Jinquan – A „Midnight Express” étterem tulajdonosa  (1. és 2. történet)
- Kwan Lee-na – Richard
- Huang Zhiming – Egy férfi
- Liang Zhen – May, egy kiszolgáló
- Zuo Songshen – egy férfi

## Díjak és jelölések

### Golden Horse Film Festival (1994)
- díj: legjobb színész (Tony Leung Chiu-wai)

### Hong Kong Film Awards(1995)
- díj: legjobb film
- díj: legjobb rendező (Wong Kar-wai)
- díj: legjobb színész (Tony Leung Chiu-wai)
- díj: legjobb vágás (William Cheung Suk-Ping, Kwong Chi-Leung, Hai Kit-Wai)
- Jelölés: legjobb színész (Faye Wong)
- Jelölés: legjobb mellékszereplő (Valerie Chow Kar-Ling)
- Jelölés: legjobb forgatókönyv (Wong Kar-wai)
- Jelölés: legjobb operatőr (Christopher Doyle, Andrew Lau Wai-Keung)
- Jelölés: legjobb vágás (William Cheung Suk-Ping)
- Jelölés: legjobb eredeti filmzene (Frankie Chan Fan-Kei, Roel A. Garcia)

### Independent Spirit Awards (1997)
- jelölés: legjobb külföldi film (Wong Kar-wai)

### Locarnói Nemzetközi Filmfesztivál(1994)
- jelölés: Arany Leopárd (Wong Kar-wai)

### Stockholmi Filmfesztivál (1994)
- díj: legjobb színésznő (Faye Wong)
- díj: FIPRESCI-díj (Wong Kar-wai)
- jelölés: Bronz Ló